# 加藤健 (俳優)
加藤 健（かとう けん、1997年1月28日- ）は、日本の元俳優。俳優として活動していた時は、サテライト大阪、サテライト東京、ジャパン・ミュージックエンターテインメント（オフィス24）に所属していた。愛称はカトケン。

## 略歴
愛知県出身。名古屋スクールオブミュージック&ダンス専門学校　俳優/タレントコース2016年度卒業。
専門学校卒業後、所属した事務所（サテライト大阪・東京）の主催舞台や高校生を対象とした学校公演等で舞台経験を積み、2018年ハイパープロジェクション演劇「ハイキュー!!」 ”最強の場所(チーム)”天童覚役で本格デビュー。
2022年2月にジャパン・ミュージックエンターテインメント（オフィス24）への移籍を発表。
2022年12月19日に体調不良により一定期間の活動休止を発表。
2023年3月31日に所属事務所を退所し、俳優業を引退することを発表。

## 人物
- 趣味はアニメ鑑賞、読書、旧車、ゲーム。
- 特技は絵を描くこと、水泳。
- ファンダム名は健民。

## 出演

### 舞台
- 進路ミュージカル（2018年-2019年）	
  - いつか青空の下で	-リョウタ 役 ※主演
  - HERO～青年JUMP～	-ユウヤ 役 ※主演
- あの時、君は哀しく微笑んだ（2018年3月15日-16日、クレオ東大阪）-正太郎 役 ※主演
- ハイパープロジェクション演劇「ハイキュー!!」 -天童覚 役
  - ”最強の場所(チーム)”（2018年10月20日 - 12月16日、TOKYO DOME CITY HALL 他）[2]
  - ”飛翔”（2019年11月1日-12月15日、TOKYO DOME CITY HALL 他）[3]
  - ”最強の挑戦者（チャレンジャー）”（2020年3月21日 - 5月6日、TOKYO DOME CITY HALL 他）※映像出演
  - ”頂の景色・2”（2021年3月20日 - 5月9日 TOKYO DOME CITY HALL 他）※映像出演[4]
- 「さよならの唄」“Hospital of Miracle”2ndシーズン（2019年4月3日-5日、大阪市立こども文化センター）-クラウンP 役 ※主演
- 邪悪・ナイト・ライジング～ダレンジャーズ・エピソード0～	（2019年4月24日 - 29日、築地ブディストホール）-沢田忍 役
- ミステリー9「吸血鬼 -BITE-」（2020年1月29日-2月2日、 新宿村Live）
- SERVAMP-サーヴァンプ-（2020年11月27日 - 12月6日、こんみん共済coopホール/スペース・ゼロ）-千駄ヶ谷鉄 役[5]
- リバースヒストリカ（2021年1月13日 - 17日、新宿村LIVE）-高杉 役[6] [7]
- コトバノコトバ（2021年3月17日 - 21日、シアターサンモール）-ガイル 役[8]
- サイキック学園～青春超能力バトル～（2021年5月12日 - 16日、こくみん共済coopホール/ 5月22 - 23日、石川県こまつ芸術劇場うらら）-バレー川祐希 役[9]
- ミッション・イン東京物語	（2021年6月23日-27日、CBGKシブゲキ!!）-金城サトル 役[10]
- あの頂上を目指して～14年越しの奇跡～	（2021年7月28日 - 8月1日、恵比寿・エコー劇場）-大泉義之 役[11]
- リーディングドラマ『幽霊ハウス』～あなたは死んでも彼女を守れますか？～	（2021年9月11日 - 12日、ヒューリックホール東京）-浅岡翔太 役[12]
- カルテットルーム（2021年10月20日 - 24日、中目黒キンケロ・シアター）-小林茂 役※映像出演
- RICE on STAGE「ラブ米」～Rice will come～（2021年11月18日 - 28日、品川プリンスホテル クラブeX）-ゆめみづほ 役[13]
- 和道ノ阿修羅（2021年12月10日 - 12日、京都劇場）-光秀 役
- ヘクセンクロイツ-魔女の十字架-（2022年2月16日-20日、TACCS1179）-松尾和夫/マックス 役　※主演　※延期
- AlexandriteStageProduce 舞台『G7』（2022年3月23日-27日、オルタナティブシアター）　※延期
- Uzume第7回公演『誰かも知らない。』（2022年4月13日-17日、シアターアルファ東京）-筧海 役
- ヨツバニオドレ（2022年5月6日-9日、伝承ホール）-東田葉介 役　※W主演
- ヘクセンクロイツ-魔女の十字架-（2022年7月20日-24日、TACCS1179）-松尾和夫/マックス 役　※主演
- 逆転満塁サヨナラ、またね。（2022年8月10日-14日、BIG TREE THEATER）-鉄所工 役
- 進戯団 夢命クラシックス#26『Re:write→of…』（2022年9月8日-11日、シアターサンモール）-萩森羅 役[14][15]

### 映画
- 進路教育映画「とどけエール」（2020年11月）※主演

### イベント
- 白柏寿大Birthday Event 2nd ～寿大MAX！～　2部　ゲスト出演（2018年12月22日、浜離宮朝日ホール 小ホール）
- 名古屋スクールオブミュージック&ダンス専門学校　体験入学会トークショー　ゲスト出演（2019年3月10日、名古屋スクールオブミュージック&ダンス専門学校）[16]
- 坂本康太・加藤健 合同感謝祭イベント『伝』（2019年3月30日、TIMESPACE五反田）
- 菊池さんちの修司くん、24歳になったってよ!　1部　ゲスト出演（2019年11月30日、ベルサール六本木）[17]
- 第24回　沖直実のいい男祭り　初春の陣（2020年3月15日、MUSE HALL）
- 『Wizards Storia』vol.1　リリースイベント　2部（2021年4月12日、ホテル東京ガーデンパレス内ホワイトチャペルホール）
- ソフボ祭Vol.6〜和道ノ阿修羅〜　1部　ゲスト出演（2021年12月16日、SHIBUYA TAKE OFF 7）
- 佐藤信長27th Birthday Party!!　大阪第1部　ゲスト出演（2022年3月21日、アゼリア大正ホール）
- acoFESプレゼンツ！！！『俳優×芸人＝どうなりますかライブ！？』　1～3部（2022年7月31日、音部屋スクエア）

### 書籍
- フォトブック『Wizards Storia』vol.1（2021年）	-ミル 役

### ドラマCD
- BrightStar～asterisk～（2021年）-ピョートル・ロマネスキ 役[18]

### 配信
- GYAO『What’s 2.5D？』コーナー「すっぴんキャスト」（2018年）
- テレビ電話ドラマ『令和2年オンライン飲み会をやってみた』（2020年5月30 - 8月1日）-だっしー 役[19]
- MONDO TV『ミスティーノカジノゲームサバイバル～イケメンMC争奪で美女が激突～』（2020年）[20]
- 富永勇也『トミイベVol.1～生配信～』3部　ゲスト出演（2021年3月27日）

### ラジオ
- FMやんばる「あじまぁステーション」（2019年1月24日）
- FMぎのわん「サザンブリーズ」（2019年1月25日）